# Итерон
Итеро́н — повторяющийся участок последовательности ДНК, который может играть важную роль в регуляции количества копий плазмид в бактериальной клетке. Это один из трёх отрицательных регуляторных элементов, найденных в плазмидах, которые контролируют число их копий (другими являются антиполярность РНК и ctРНК). Итероны соединяются с родственными белками-инициаторами репликации, чтобы достичь нужного регуляторного эффекта.